# متلازمة الحيز
مُتَلازِمة الحَيِّز أو مُتَلازِمة المَقْصُورة (بالانجليزية: Compartment syndrome) هي زيادة الضغط داخل حَيِّز في الجسم يحتوي على العضلات والأعصاب. تحدث متلازمة المقصورة بشكل شائع في الساق أو الذراع. وهناك نوعان رئيسيان من متلازمة المقصورة: الحاد والمزمن.
تحدث متلازمة المقصورة الحادة بعد صدمة الإصابة مثل حادث سيارة. تسبب الصدمة ارتفاع شديد في الضغط في الحيز مما يؤدي إلى عدم كفاية إمدادات الدم إلى العضلات والأعصاب. متلازمة المقصورة  الحادة هي حالة طبية طارئة تتطلب الجراحة. إذا لم يُعالَج نقص إمدادات الدم فإنه يؤدي إلى تلف العضلات والأعصاب الدائم ويمكن أن يؤدي إلى فقدان وظيفة الأطراف.
متلازمة الحيز المزمنة هي حالة ناجمة عن ممارسة جهد كبير، يزيد فيها الضغط في العضلات إلى المستويات القصوى أثناء ممارسة الرياضة. يخلق الضغط انخفاض في تدفق الدم إلى المنطقة المصابة مما يؤدي إلى حرمان العضلات من الأكسجين. تشمل الأعراض الإحساس بالضيق الشديد في العضلات المتأثرة يليه حرقان إذا استمر التمرين. عادةً ماتحدث متلازمة الحيز المزمنة في الرياضيين الذين يشاركون في الألعاب الرياضية المستمرة مثل الجري.

## العلامات والأعراض

### متلازمة المقصورة الحادة

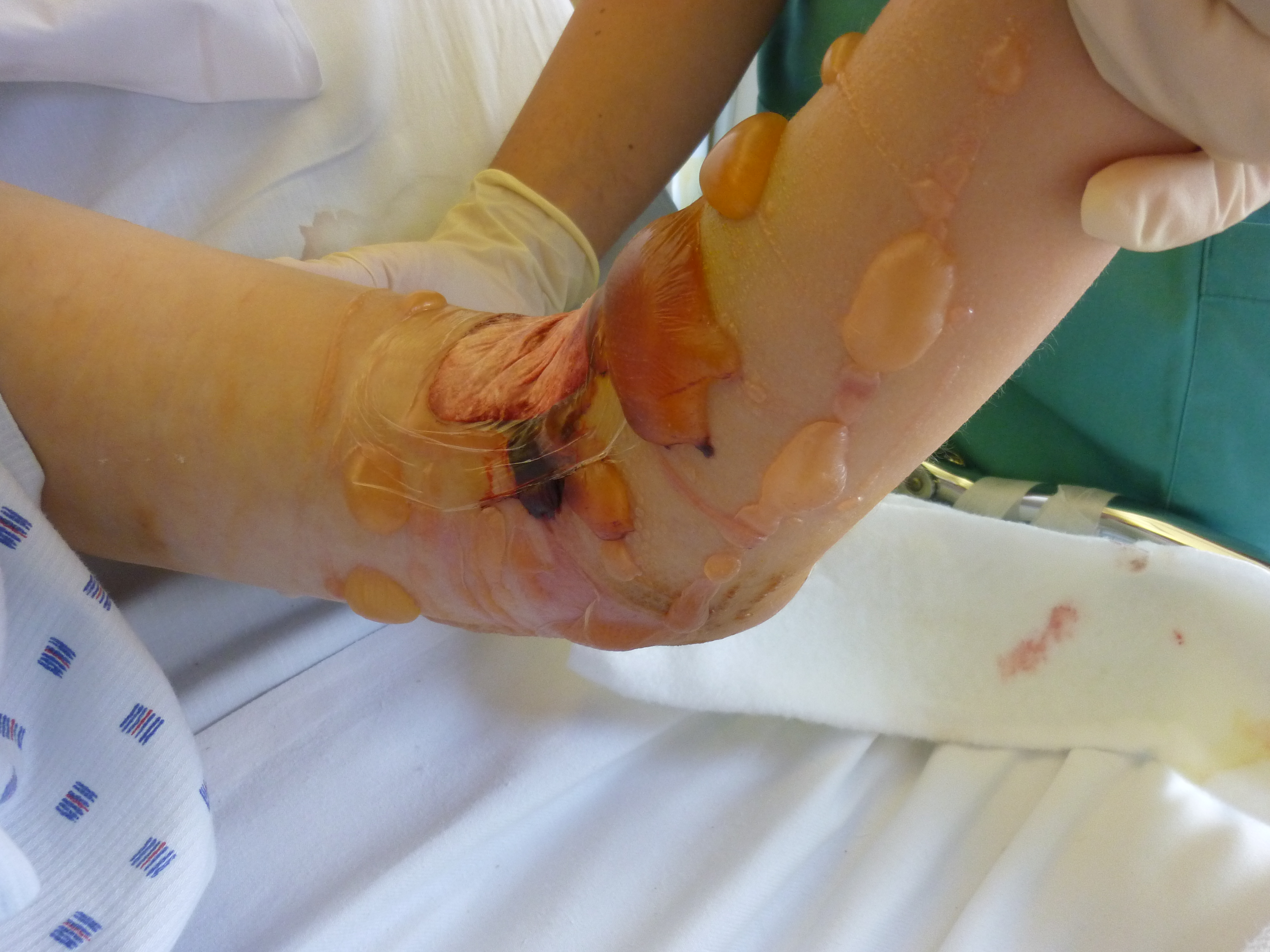
متلازمة الحيز الحادة مع تكوين نفطة في ذراع طفل

أول علامات متلازمة المقصورة هي خِدْر، وخْز، فقدان التمييز بين نقطتين و تنمل. ومن أواخر العلامات فقدان الوظائف وانخفاض النبض أو انعدامه.
- غالبًا ما يحدث الألم مبكرًا. وعادةً ما يكون الوصف بأنه ألم عميق مستمر، وغير متناسب مع نتائج الفحص البدني. يتفاقم الألم بشكل سلبي عند مدّ مجموعة العضلات داخل المقصورة أوانثنائها (على الرغم من أن هذا الأمر ليس خاصًا بمتلازمة المقصورة وحدها) ولا يُشفَى باستخدام المسكنات حتى المورفين.
- التنمل (إحساس غير طبيعي مثل "دبابيس وإبر") في الأعصاب الجلدية المتضررة هو علامة نموذجية أخرى للمتلازمة.
- يحدث شلل الأطراف عادةً في وقت متأخر. وتكون المنطقة مضغوطة جدا وصلبة.
- نادرًا مايحدث انعدام النبض.
- زيادة توتر وتورم الجلد ولمعانه، في بعض الأحيان مع كدمات واضحة على الجلد.
- احتقان الأصابع مع زيادة زمن عود امتلاء الشعيرات.

### متلازمة المقصورة المزمنة
تنتج أعراض متلازمة المقصورة المزمنة (CECS) عن ممارسة التمارين الشديدة، إذ يشعر المريض بضيق شديد في العضلات المتأثرة يليه حرقان مؤلم إذا استمر التمرين. بعد توقُّف التمرين يقل الضغط في الحيّز في غضون بضع دقائق، وتخف الأعراض المؤلمة. تحدث الأعراض عند حد معين من التمارين الرياضية التي تختلف من شخص إلى آخر، لكنه ثابت للشخص الواحد ويمكن أن تتراوح في أي مكان من 30 ثانية أثناء الجري إلى حوالي 10-15 دقيقة من الجري. تحدث المتلازمة بشكل شائع في الجزء الأسفل من الساق ، مع كون الحيز الأمامي الأكثر تضررًا.
أيضًا يُعد ارتخاء القدم أحد الأعراض الشائعة للمتلازمة.

## الأسباب

### متلازمة المقصورة الحادة
نتيجة عدم امتداد طبقة اللفافة التي تحد الحيز، يمكن لكمية صغيرة من النزيف في الحيز، أو تورم العضلات داخل الحيز، أن تسبب ارتفاع الضغط إلى حد كبير. تشمل الأسباب الأكثر شيوعًا لمتلازمة الحيز كسور عظام الساق أو الساعد، وإعادة التروية الدماغية بعد الإقفار، والنزيف، وثقب الأوعية الدموية،  وحقن المخدرات، والضغط على الطرف لفترة طويلة، وإصابات السحق والخشارات من الحروق.
من الأسباب الأقل شيوعًا: الولادة والولادات القيصرية. يمكن أن تحدث متلازمة المقصورة أيضًا بعد الجراحة في وضعية لويد-ديفيس لتفتيت حصاة المثانة، حيث تكون ساقا المريض مرفوعتين لفترات طويلة. واعتبارًا من شباط / فبراير 2001 ، يجب على أي جراحة من المتوقع أن تستغرق وقتًا أطول من ست ساعات كاملة أن تشمل متلازمة المقصورة على قائمة مضاعفات ما بعد الجراحة. يمكن لوضع لويد ديفيس لتفتيت حصاة المثانة موقف أن يسبب ضغط إضافي على العجول.

### متلازمة المقصورة المزمنة
عندما تحدث متلازمة المقصورة بسبب الاستخدام المتكرر للعضلات، كما في استخدام الدراجات، تُعرف باسم متلازمة المقصورة المزمنة،  وتكون عادةً غير طارئة، ولكن فقدان الدورة الدموية يمكن أن يسبب تلف مؤقت أو دائم للأعصاب والعضلات القريبة.
سبب متلازمة المقصورة هو الضغط الزائد على أو داخل العضلات في الحيز. هذا الضغط يمكن أن يحدث لأسباب مختلفة كثيرة، كثير منهم بسبب الإصابات. حيث تؤدي الإصابات إلى تورم الأنسجة. بسبب هذا الضغط، تُضغَط الأوردة و الأوعية اللمفاوية للعضلات وتُمنّع من الصرف. ويستمر التدفق الشرياني بينما ينخفض التصريف فيتراكم الضغط في العضلات. ويؤدي هذا الضغط في نهاية المطاف إلى انخفاض في كمية تدفق الدم عبر الشعيرات الدموية، مما يتسبب في نقص تروية الأنسجة، وتكوُّن وذمة.

### متلازمة المقصورة الإجهادية المزمنة
هناك مكملة أخرى فرعية تُعرف باسم متلازمة الحيز الإجهادية المزمنة CECS. تنتج هذه المتلازمة عن ممارسة الرياضة التي تؤدي إلى زيادة الضغط داخل الأنسجة المحدودة في الليفة العظمية – يمكن أن يزيد حجم العضلات بنسبة تصل إلى 20% خلال ممارسة الرياضة (توليوبولس، 1999). عند حدوث  ذلك؛ يتراكم الضغط في الأنسجة والعضلات مما يتسبب في نقص التروية للأنسجة. يمكن أن تسبب زيادة ضغط الأنسجة خروج السوائل إلى المساحات الصغيرة بين الأنسجة المعروفة بالفضاء الخلالي، مما يؤدي إلى اضطراب في الدورة الدموية الصغرى للساق. تحدث هذه الحالة عادةً في الجزء الأسفل من الساق ومواقع مختلفة أخرى داخل الجسم مثل القدم أو الساعد. 

## التشخيص
تُشخَّص متلازمة المقصورة سريريًا بواسطة الطبيب. ويمكن اختبارها عن طريق قياس الضغط داخل العضلات المقصورة. إذا كان الضغط مرتفع بدرجة كبيرة، سوف تكون هناك حاجة إلى قطع اللفافة لتخفيف الضغط. هناك عدة اعتبارات لزيادة الضغط منها إذا كان> 30 مم زئبقي كمؤشر لقطع اللفافة في حين يرى آخرين عندما يكون الفرق <30 مم زئبق بين الضغط داخل المجزئ وضغط الدم الانبساطي. قد يكون هذا القياس الأخير أكثر عقلانية في ضوء التطورات الأخيرة في انخفاض ضغط الدم، والتي تجعل للمرضى أن يظلوا في انخفاض ضغط الدم في الإنعاش. الآن من السهل نسبيًا قياس الضغط داخل المقصورة والضغوط تحت الجلد باستخدام وحدات محول الضغط (مع قسطرة وريدية بسيطة وإبرة) التي تعلق على معظم أجهزة التخدير الحديثة. والأكثر شيوعًا أن يتم تشخيص متلازمة المقصورة من خلال تشخيص السبب الأساسي وليس الحالة نفسها. وِفقًا لبلاكمان واحدة من أدوات لتشخيص متلازمة المقصورة هي الأشعة السينية لإظهار كسر الساق/ الشظية، والذي يكفي لتأكيد وجود متلازمة المقصورة مع خِدر الأطراف.

## العلاج

### علاج متلازمة المقصورة الحادة
متلازمة المقصورة الحادة هي حالة طبية طارئة تتطلب العلاج الجراحي الفوري، والمعروفة باسم بضع اللفافة، للسماح للضغط بالعودة إلى وضعه الطبيعي. على الرغم من أن مقصورة واحدة فقط تتأثر، يتم بضع اللفافة لإطلاق سراح جميع المقصورات. على سبيل المثال، إذا لم يتأثر إلا المقصورة الخلفية العميقة من الساق، فإن العلاج سيكون بضع اللفافة (من الشقوق الإنسية والجانبية) للإفراج عن جميع المقصورات من الساق، وهي الأمامية، الجانبية، سطحية خلفية وعميقة خلفية. متلازمة المقصورة الحادة لديها بعض السمات المميزة مثل تورم المقصورة بسبب الالتهاب والانسداد الوريدي. وقد يؤدي تخفيف ضغط العصب الذي يجتاز المقصورة إلى تخفيف الأعراض (رورابيك، 1984). حتى يمكن أن يتم تنفيذ بضع اللفافة نهائيًا، يجب وضع الطرف في مستوى القلب. وينبغي أيضًا تجنب انخفاض ضغط الدم، إذ يقلل هذا من تروية المقصورة.

### علاج متلازمة المقصورة المزمنة
يمكن علاج متلازمة المقصورة المزمنة في الساق السفلى بشكل تحفظي أو جراحي. العلاج المحافظ يشمل الراحة، ومضادات الالتهابات، وتخفيف الضغط يدويًا. يحظر رفع الطرف المصاب في المرضى الذين يعانون من متلازمة المقصورة المزمنة، حيث يؤدي هذا إلى انخفاض نضح الأوعية الدموية في المنطقة المتضررة. بشكل مثالي، ينبغي وضع الطرف المتضرر على مستوى القلب. وينبغي تجنب استخدام الأجهزة التي تطبق الضغط الخارجي للمنطقة، مثل الجبائر، وضمادات الجروح الضيقة. إذا استمرت الأعراض بعد العلاج المحافظ أو إذا كان الفرد لا يرغب في التوقف عن الانخراط في الأنشطة البدنية التي تجلب الأعراض، يمكن معالجة متلازمة المقصورة عن طريق عملية جراحية تعرف باسم بضع اللفافة. الجراحة هي العلاج الأكثر فعالية لمتلازمة المقصورة. يتم إجراء شقوق في العضلات المتضررة بحيث يتم فك الضغط. ومن ثَمَّ تخفيف الضغط على الأوردة والأوعية اللمفاوية، وسوف يزيد تدفق الدم في جميع أنحاء العضلات. أا إا تُرِكت دون علاج، يمكن أن تتطور متلازمة المقصورة المزمنة إلى المتلازمة الحادة وتؤدي إلى تلف دائم في العضلات والأعصاب.
ووجدت دراسة عسكرية أُجريت في عام 2012 أن تعليم الأفراد المصابين بمتلازمة الحيز المزنة في الساق السفلي تغيير طريقة العَدْو يقلل من الأعراض. لكن يلزم إجراء دراسات متابعة لتأكيد نتائج هذه الدراسة.
وقد تم اقتراح العلاج بالأكسجين عالي الضغط من خلال تقارير حالة -على الرغم من أنه اعتبارًا من عام 2011 لم يثبت في التجارب العشوائية التي تجرى عليها- ليكون العلاج المساعد الفعال لإصابة السحق، ومتلازمة المقصورة، وغيرها من أشكال نقص الأكسجين الحادة، من خلال تحسين التئام الجروح وتقليل الحاجة إلى تكرار العملية الجراحية.

## المضاعفات
يمكن أن يؤدي الفشل في تخفيف الضغط إلى نخر الأنسجة في تلك المقصورة، حيث سيقل نضح الشعيرات الدموية ويسفر عن زيادة الحرمان من الأكسجين في تلك الأنسجة. هذا يمكن أن يسبب انكماش فولكمان في الأطراف المتضررة. وبارتفاع الضغط الداخلي في متلازمة المقصورة، يتم تقليل النضح داخل المقصورة مما يؤدي إلى ُنقص التروية، والتي إذا تُركت دون علاج، ينتج عنها نخر الأعصاب والعضلات في المقصورة. ومن المضاعفات المحتملة: انحلال الربيدات والفشل الكلوي لاحقًا.

## حالات شهيرة
عانى مراسل العلوم الإذاعية مايلز أوبراين من متلازمة مقصورة وكان عليه بتر ذراعه اليسرى. كان أوبراين قد سقط على ذراعه. كان متألمًا وتورمت ذراعه في اليوم التالي لكنها ساءت في 14 فبراير 2014، وسعى للحصول على الرعاية الطبية. اضطر الأطباء لبتر ذراعه فوق المرفق مباشرة.
عانت كارا غوشر، عداءة المسافات الطويلة الأولمبية المحترفة، من متلازمة المقصورة الإجهادية المزمنة وخضعت لعدة عمليات جراحية لبضع اللفافة.

## مزيد من القراءة
- Ahmet Bayar, MD; Selcuk Keser, MD; Mubin Hosnuter, MD; H. Alper Tanriverdi, MD; Ahmet Ege, MD. "Lower Limb Compartment Syndrome After an Uncomplicated Labor". Orthopedics. November 2007 – Volume 30 · Issue 11
- Floyd R. and Thompson C. Manual of Structural Kinesiology 17th Ed., McCrawHill. ISBN 978-0-07-337643-1
- Blackman, Paul G.. "A review of chronic exertional compartment syndrome in the lower 	leg." Medicine and Science in Sports and Exercise 32.3 (supp): S4-S10.
- Hamill, J and Knutzem KM. Biomechanical Basis of Human Movement, 3rd Ed. Lippincott Williams&Wilkins. ISBN 978-0-7817-9128-1
- Leung, Y.F., Ip, S.P., Chung, O.M., Wai, Y.L., (2003, June). Unimuscular neuromuscular insult of the leg in partial anterior compartment syndrome in a patient with combined fractures. Hong Kong Medical Journal, 9.
- Rankin, E.A., Andrews, G. (1981, December). Anterior tibial compartmental syndrome: an unusual presentation. Journal of the National Medical Association, 73.
- Rorabeck, C.H., (1984, January). The treatment of compartment syndromes of the leg. Journal of Bone and Joint Surgery-British, 66-B. Retrieved from http://web.jbjs.org.uk/cgi/content/abstract/66-B/1/93 نسخة محفوظة 24 يوليو 2011 على موقع واي باك مشين.
- Shadgan, B., et al. (2010, October). Current thinking about acute compartment syndrome of the lower extremity, Canadian Journal of Surgery, 53.
- Shears, E., Porter, K. (2006). Acute compartment syndrome of the limb. Trauma, 8.
- Touliopolous, S., Hershman, E.B., (1999, March). Lower leg pain: diagnosis and treatment of compartment syndromes and other pain syndromes of the leg. Sports Medicine, 27.

## وصلات خارجية
- Compartment Syndrome of the Forearm – Orthopaedia.com
- Chronic Exertional Compartment Syndrome detailed at MayoClinic.com
- Compartment_syndrome على برنامج طب العظام التابع لنظام الصحة بجامعة ديوك [الإنجليزية]‏.
- 05-062a. على الطبعة المحلية من دليل ميرك للتشخيص والعلاج [الإنجليزية]‏
- Fasciotomy, Chronic Venous Insufficiency, and the Calf Muscle Pump
- Compartment syndrome
- Saphenous nerve injury after fasciotomy for compartment syndrome
- American Association of Orthopaedic Surgeons Compartment Syndrome
- Compartment Syndrome: Causes, Effects And Dangers